# Эшет, Шалом
Шалом Эшет (ивр. שלום עשת‎), урождённый Фриц Айзенштадт (нем. Fritz Eisenstadt; 22 декабря 1914, Вена — 13 февраля 1967, Кфар-Сава) — австрийский, британский и израильский военный деятель, полковник ЦАХАЛ, во время Войны за независимость Израиля — военный советник Давида Бен-Гуриона, премьер-министра и министра обороны Израиля.

## Биография

### Ранние годы
Родился 22 декабря 1914 года в Вене в семье с военными традициями.
Учился в военной академии имени Марии-Терезии и Высшей технической школе Вены, окончил по специальности «инженер». Служил в австрийской армии.
Эшет является одним из двух еврейских выпускников Терезианской военной академии (другим был Эйтан Ависар, генерал-майор ЦАХАЛ) — евреям не позволялось учиться в Военной академии, и он стал редким исключением. В 1938 году он иммигрировал в Подмандатную Палестину, с 1939 года состоял в организации «Хагана», был стажёром на её первых офицерских курсах.

### Вторая мировая война
Во время Второй мировой войны вступил добровольцем в ряды Британской армии, хотя британцы относились к нему крайне настороженно из-за его австрийского происхождения, в 1942 году воевал в Северной Африке. В 1943 году он прошёл третий в своей жизни офицерский курс (Британской армии) в лагере Црифин. С 1944 года служил в рядах Еврейской бригады, где дослужился до звания капитана. Проходил стажировку в Командно-штабной школе Британской армии. В составе Еврейской бригады воевал в Италии, войну закончил в Австрии.

### Война за независимость Израиля
Во время войны за независимость Израиля 1947—1949 годов вместе с Йохананом Ретнером был одним из ближайших военных советников премьер-министра и по совместительству министра обороны Давида Бен-Гуриона. Премьер-министр Моше Шарет характеризовал его как совестливого, честного, образованного человека с широким экономическим и политическим кругозором.
Согласно воспоминаниям самого Эшета, в самом начале войны, после утверждения плана по разделу Палестины, командир израильской бригады «Негев» предложил эвакуировать 14 поселений в Негеве к югу от дороги в Беэр-Шева, но жители отказались. Спустя месяц Бен-Гурион настоял на том, чтобы каждое поселение было укреплено до предела. Его советник Эшет заявил, что 14 поселений, в которых проживали 400 человек, долго не протянут, но Бен-Гурион не стал его слушать и настоял на подготовке плана обороны поселений в Негеве.
С 22 апреля по 1 мая 1948 года в Иерусалиме проходила операция «Йевуси» с участием бригады «Харель», целью которой была деблокада города. Командиром операции был Ицхак Садэ, а Шалом Эшет был назначен начальником штаба операции, чтобы контролировать деятельность командиров организации «Пальмах», участвовавших в операции в составе бригады «Харель». В ходе боевых действий на севере Иерусалима 23 апреля израильтяне потерпели неудачу, не сумев взять под контроль селения. На совещании в штабе операции, по словам Ури Мильштейна, Эшет затеял ссору и даже влез в драку с Садэ, требуя отдать командиров «Пальмаха» под суд как виновников провала. Когда обоих вызвал к себе Давид Бен-Гурион для отчёта, Садэ уверял, что Эшет критиковал «Пальмах» за незнание военного дела; Эшет же заявил, что число убитых солдат оказалось намного больше, чем докладывал Садэ. В ходе последующего разговора Бен-Гуриона с командиром одной из бригад Давидом Шалтиэлем последний назвал штаб «Йевуси» катастрофой, а Садэ — «безответственным нахалом».

### После войны
После окончания войны Эшет стал начальником отдела планирования Генерального штаба ЦАХАЛ, где служил до 1952 года. После ухода с этого поста Давид Бен-Гурион попросил его представить ему отчёт с оценкой способности ЦАХАЛ соответствовать различным требованиям войны в связи с угрозой атаки со стороны арабских государство. Эшат представил документ, указав одно слабое место: по его мнению, в случае нападения арабских государств с нескольких фронтов шансов у ЦАХАЛ устоять не будет. Доклад Эшата в итоге повлиял на создание наступательной доктрины ЦАХАЛ, а в дальнейшем эту доктрину развивал начальник штаба Моше Даян.
Некоторое время Эшет служил секретарём комитетов Министерства обороны по экономике в чрезвычайных ситуациях и по службе в чрезвычайных ситуациях. По словам Моше Шарета, взгляды Эшета на ведение войны сильно расходились с Моше Даяном и Давидом Бен-Гурионом: премьер-министр считал ЦАХАЛ главной силой, а государство — частью этой силы, а не наоборот. Эшет уволился из ЦАХАЛ в 1957 году в звании полковника.
В дальнейшем он работал промышленным консультантом в профсоюзе «Хистадрут».
Умер 13 февраля 1967 года в городе Кфар-Сава, похоронен в тот де день на кладбище в том же городе (участок 2, ряд 5, место 7). Оставил жену и дочь.